# Persone di nome Arnaud
| Questa pagina contiene informazioni ricavate automaticamente dalle voci biografiche con l'ausilio del template Bio e di un bot. L'aggiornamento è periodico e automatico e ricostruisce completamente la pagina. Se manca una persona in questa lista, sei pregato di non aggiungerla, ma accertati piuttosto che la sua voce biografica contenga il template Bio e che i dati anagrafici siano correttamente compilati. Se il template Bio manca, inseriscilo tu stesso o, in alternativa, metti l'avviso {{tmp\|Bio}} che ne segnala la mancanza. Se i dati riportati sono sbagliati, correggi direttamente la voce biografica; le modifiche saranno visibili in questa lista entro pochi giorni. Per chiarimenti vedi il progetto antroponimi. La lista contiene solo le 81 persone che sono citate nell'enciclopedia e per le quali è stato implementato correttamente il template Bio. Pagina aggiornata al 22 lug 2025. |

Questa è una lista di persone presenti nell'enciclopedia che hanno il nome Arnaud, suddivise per attività principale.

## Abati(1)
- Arnaud Amaury, abate, arcivescovo cattolico e beato francese (Narbona, † 1225)

## Allenatori di tennis(1)
- Arnaud Clément, allenatore di tennis e ex tennista francese (Aix-en-Provence, n. 1977)

## Ammiragli(1)
- Arnaud Dornon, ammiraglio francese (Bordeaux, n. 1889 - Laurède, † 1977)

## Arrampicatori(1)
- Arnaud Petit, arrampicatore e alpinista francese (Albertville, n. 1971)

## Artisti(1)
- Arnaud Balard, artista francese (Tolosa, n. 1971)

## Astisti(1)
- Arnaud Art, astista belga (Hannut, n. 1993)

## Atleti paralimpici(1)
- Arnaud Assoumani, atleta paralimpico francese (Orsay, n. 1985)

## Attori(4)
- Arnaud Binard, attore francese (Bordeaux, n. 1971)
- Arnaud Ducret, attore e sceneggiatore francese (Rouen, n. 1978)
- Arnaud Léonard, attore, cantante e doppiatore belga (n. 1975)
- Arnaud Valois, attore francese (Lione, n. 1984)

## Avvocati(1)
- Arnaud Montebourg, avvocato, imprenditore e politico francese (Clamecy, n. 1962)

## Calciatori(18)
- Arnaud Balijon, calciatore francese (Reims, n. 1983)
- Arnaud Bodart, calciatore belga (Seraing, n. 1998)
- Arnaud Bühler, ex calciatore svizzero (Baulmes, n. 1985)
- Arnaud Dos Santos, ex calciatore e allenatore di calcio francese (Beautor, n. 1945)
- Arnaud Gonzalez, ex calciatore francese (Digione, n. 1977)
- Arnaud Guedj, calciatore francese (Le Mans, n. 1997)
- Arnaud Huygues des Étages, calciatore francese (n. 1985)
- Arnaud Kouyo, ex calciatore ivoriano (Abidjan, n. 1984)
- Arnaud Le Lan, ex calciatore francese (Pontivy, n. 1978)
- Arnaud Lusamba, calciatore francese (Metz, n. 1997)
- Arnaud Maire, ex calciatore francese (Besançon, n. 1979)
- Arnaud Mendy, ex calciatore francese (Évreux, n. 1990)
- Arnaud Monkam, calciatore camerunese (Douala, n. 1994)
- Arnaud Kalimuendo, calciatore francese (Suresnes, n. 2002)
- Arnaud Nordin, calciatore francese (Parigi, n. 1998)
- Arnaud Souquet, calciatore francese (Parigi, n. 1992)
- Arnaud Sutchuin Djoum, calciatore camerunese (Yaoundé, n. 1989)
- Arnaud Séka, calciatore beninese (Abomey, n. 1985)

## Cardinali(7)
- Arnaud de Faugères, cardinale e arcivescovo cattolico francese (Avignone, † 1317)
- Arnaud d'Aux, cardinale e vescovo cattolico francese (La Romieu - Avignone, † 1320)
- Arnaud Nouvel, cardinale e docente francese (Saverdun - Avignone, † 1317)
- Arnaud d'Ossat, cardinale, diplomatico e vescovo cattolico francese (Larroque, n. 1537 - Roma, † 1604)
- Arnaud de Pellegrue, cardinale francese (Avignone, † 1331)
- Arnaud de Canteloup, cardinale e arcivescovo cattolico francese (Saint-Estèphe - Avignone, † 1313)
- Arnaud de Villemur, cardinale e vescovo cattolico francese (Villemur-sur-Tarn - Avignone, † 1355)

## Cavalieri(1)
- Arnaud Boiteau, cavaliere francese (Angers, n. 1973)

## Cestisti(3)
- Arnaud Cotture, cestista svizzero (Martigny, n. 1995)
- Arnaud Kerckhof, cestista francese (Calais, n. 1984)
- Arnaud Moto, cestista camerunese (Yaoundé, n. 1993)

## Ciclisti su strada(7)
- Arnaud Courteille, ex ciclista su strada francese (Saint-Hilaire-du-Harcouët, n. 1989)
- Arnaud Coyot, ciclista su strada francese (Beauvais, n. 1980 - Amiens, † 2013)
- Arnaud De Lie, ciclista su strada belga (Massenhoven, n. 2002)
- Arnaud Démare, ciclista su strada francese (Beauvais, n. 1991)
- Arnaud Geyre, ciclista su strada francese (Pau, n. 1935 - Château-Thierry, † 2018)
- Arnaud Prétot, ex ciclista su strada francese (Besançon, n. 1971)
- Arnaud Tendon, ciclista su strada e pistard svizzero (Bassecourt, n. 2002)

## Condottieri(1)
- Arnaud Guillaume de Barbazan, condottiero francese (n. 1360 - † 1431)

## Dirigenti d'azienda(1)
- Arnaud de Puyfontaine, manager francese (Parigi, n. 1964)

## Dirigenti sportivi(1)
- Arnaud Gérard, dirigente sportivo e ex ciclista su strada francese (Dinan, n. 1984)

## Filosofi(1)
- Arnaud Corbic, filosofo francese (Parigi, n. 1969)

## Giocatori di football americano(2)
- Arnaud Montgenie, giocatore di football americano francese (n. 1985)
- Arnaud Vidaller, ex giocatore di football americano e allenatore di football americano francese (n. 1986)

## Giornalisti(1)
- Arnaud de Borchgrave, giornalista belga (n. 1926 - † 2015)

## Lunghisti(1)
- Arnaud Casquette, ex lunghista mauriziano (n. 1978)

## Magistrati(1)
- Arnaud de La Porte, magistrato e nobile francese (Versailles, n. 1737 - Parigi, † 1792)

## Matematici(2)
- Arnaud Beauville, matematico francese (Boulogne-Billancourt, n. 1947)
- Arnaud Denjoy, matematico francese (Auch, n. 1884 - Parigi, † 1974)

## Mercenari(1)
- Arnaud de Cervole, mercenario e brigante francese (Mâcon, † 1366)

## Militari(2)
- Arnaud Beltrame, militare francese (Étampes, n. 1973 - Carcassonne, † 2018)
- Arnaud Langer, militare e aviatore francese (Saint-Aubin-Sauges, n. 1919 - Fort-Lamy, † 1955)

## Piloti motociclistici(1)
- Arnaud Vincent, pilota motociclistico francese (Nancy, n. 1974)

## Pistard(1)
- Arnaud Tournant, ex pistard francese (Roubaix, n. 1978)

## Pittori(1)
- Arnaud Courlet de Vregille, pittore francese (Bourges, n. 1958)

## Rapper(1)
- Green Montana, rapper belga (Verviers, n. 1993)

## Registi(3)
- Arnaud Desplechin, regista e sceneggiatore francese (Roubaix, n. 1960)
- Arnaud e Jean-Marie Larrieu, regista e sceneggiatore francese (Lourdes, n. 1966)
- Arnaud des Pallières, regista e sceneggiatore francese (Parigi, n. 1961)

## Rugbisti a 15(1)
- Arnaud Costes, ex rugbista a 15 e allenatore di rugby a 15 francese (Tulle, n. 1973)

## Scacchisti(1)
- Arnaud Hauchard, scacchista francese (Rouen, n. 1971)

## Sceneggiatori(1)
- Arnaud Delalande, sceneggiatore e scrittore francese (Herblay, n. 1971)

## Sciatori alpini(1)
- Arnaud Boisset, sciatore alpino svizzero (n. 1998)

## Sciatori freestyle(1)
- Arnaud Bovolenta, sciatore freestyle francese (Albertville, n. 1988)

## Scrittori(1)
- Arnaud Rykner, scrittore francese (n. 1966)

## Snowboarder(1)
- Arnaud Gaudet, snowboarder canadese (Sainte-Agathe-des-Monts, n. 2000)

## Surfisti(1)
- Arnaud de Rosnay, surfista, fotografo e avventuriero francese (Parigi, n. 1946 - Stretto di Formosa, † 1984)

## Tennisti(2)
- Arnaud Boetsch, ex tennista, manager e telecronista sportivo francese (Meulan-en-Yvelines, n. 1969)
- Arnaud Di Pasquale, ex tennista francese (Casablanca, n. 1979)

## Velocisti(1)
- Arnaud Destatte, velocista belga (n. 1988)

## Senza attività specificata(1)
- Arnaud de Comps, francese (Francia - † 1163)